# Çanakçı
Çanakçı ist eine türkische Stadt und zugleich Verwaltungszentrum des gleichnamigen Landkreises in der Provinz Giresun. Die Stadt liegt ca. 56 km (76 Straßenkilometer) östlich der Provinzhauptstadt Giresun.

## Landkreis
Der Landkreis Çanakçı grenzt im Norden an den Kreis Tirebolu, im Osten an den Kreis Görele und im Südosten an den Kreis Doğankent. Zudem bilden die Provinzen Trabzon im Osten und  Gümüşhane im Südosten die Grenze. Der Kreis hat die geringste Bevölkerung aller 16 Kreise der Provinz, seine Bevölkerungsdichte liegt unterhalb des Provinzdurchschnitts (von 64,4 Einw. je km²).
Der Kreis wurde 1990 durch das Gesetz Nr. 2644 vom südlichen Teil des Landkreises Görele abgespalten. Alle Orte gehörten bis dahin zum Bucak Çanakçı dieses Kreises. Die letzten Bevölkerungsangaben vor der Gebietsänderung stammen von der Volkszählung 1985 und wiesen 13.612 Einwohner dafür aus, davon für den Bucakhauptort (Bucak Merkezi) Çanakçı 4329 Einwohner.
Ende 2020 bestand der Kreis neben der Kreisstadt noch aus 15 Dörfern (Köy) mit durchschnittlich 255 Bewohnern pro Dorf (Gesamtbevölkerung aller Dörfer: 3828 Einw.). Das Dorf Karabörk ist mit 695 Einwohnern das größte.